# Phil Brown (ski alpin)
Pour les articles homonymes, voir Phil Brown et Brown.
Philip « Phil » Brown, né le 9 novembre 1991 à Toronto, est un skieur alpin canadien, spécialiste des épreuves techniques (slalom et slalom géant).

## Carrière
Phil Brown participe à ses premières courses FIS en décembre 2006. Au niveau junior, il remporte notamment une médaille de bronze aux Championnats du monde 2011 de la catégorie dans le combiné à Crans Montana. Il apparaît au plus niveau lorsqu'il est sélectionné pour sa première épreuve de Coupe du monde en janvier 2012 à Adelboden, puis marque ses premiers points lors de la saison 2013-2014. En 2013, il prend part à ses premiers Championnats du monde et en 2014 à ses premiers Jeux olympiques où il se classe 29e en slalom géant et 20e en slalom.
Lors des Championnats du monde 2015, à Beaver Creek, il est médaillé d'argent dans l'épreuve par équipes. Entre 2015 et 2018, il marque que de temps en temps des points pour la Coupe du monde dans la discipline du slalom géant.
Sa dernière compétition majeure a lieu en 2018 aux Jeux olympiques de Pyeongchang, où il finit 22e du slalom, après une 27e place en géant. Il annonce la fin de sa retraite sportive en 2019.

## Palmarès

### Jeux olympiques
| Épreuve / Édition | Sotchi 2014 | Pyeongchang 2018 |
| Slalom            | 20e         | 22e              |
| Slalom géant      | 29e         | 27e              |

### Championnats du monde
| Épreuve / Édition | Schladming 2013 | Beaver Creek 2015 | Saint-Moritz 2017 |
| Slalom            | Abandon         | Abandon           | Abandon           |
| Slalom géant      | 35e             | 22e               | Abandon           |
| Par équipes       | -               | Argent            | 5e                |

### Coupe du monde
- Meilleur classement général : 124e en 2015 avec 15 points[2].
- Meilleur classement en slalom géant : 38e en 2018 avec 15 points[2].
- Meilleur classement en slalom : 51e en 2015 avec 9 points[2].
- Meilleur résultat : 21e du slalom géant de Sölden en 2014[3].

#### Classements par saison
| Saison / Épreuve | Saison / Épreuve | Général | Général | Descente | Descente | Slalom | Slalom | Slalom géant | Slalom géant | Super G | Super G | Combiné | Combiné |
| ---------------- | ---------------- | ------- | ------- | -------- | -------- | ------ | ------ | ------------ | ------------ | ------- | ------- | ------- | ------- |
| Saison / Épreuve | Saison / Épreuve | Class.  | Points  | Class.   | Points   | Class. | Points | Class.       | Points       | Class.  | Points  | Class.  | Points  |
| 2014             | 2014             | 137e    | 7       | -        | -        | -      | -      | 48e          | 7            | -       | -       | -       | -       |
| 2015             | 2015             | 124e    | 15      | -        | -        | -      | -      | 38e          | 15           | -       | -       | -       | -       |
| 2016             | 2016             | 149e    | 5       | -        | -        | -      | -      | 53e          | 5            | -       | -       | -       | -       |
| 2017             | 2017             | 141e    | 8       | -        | -        | 52e    | 8      | -            | -            | -       | -       | -       | -       |
| 2018             | 2018             | 145e    | 9       | -        | -        | 51e    | 9      | -            | -            | -       | -       | -       | -       |

### Coupe nord-américaine
- Gagnant du classement général en 2017.
- Gagnant du classement du slalom géant en 2013 et 2017.
- 5 victoires en slalom géant.
- 1 victoire en slalom.

### Coupe d'Europe
- 1 victoire en slalom.

### Championnats du monde junior
- Crans Montana 2011 : 
  -  Médaille de bronze en combiné.

### Championnats du Canada
- Champion de slalom en 2016 et 2017.